# Jordanus van Saksen

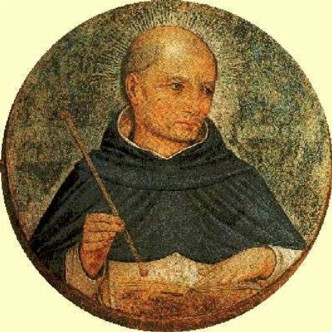
Schildering, voorstellende Jordanus van Saksen

Jordanus van Saksen (circa 1190, Borgberge nabij Osnabrück - 1237, voor de kust van Akko (Syrië)) was een dominicaan. Van 1222 tot zijn dood was hij de eerste magister-generaal van deze bedelorde.
Jordanus was uit Saksen afkomstig. Hij studeerde aan de universiteit van Parijs waar hij Dominicus Guzman ontmoette, de stichter van de dominicanen. In 1220 trad hij toe tot deze orde die in 1216 was opgericht. Al in 1221 werd hij benoemd tot provinciaal van de ordesprovincie Lombardije. Een jaar later werd hij na de dood van Dominicus gekozen tot magister van zijn orde. Jordanus reisde door heel Europa waar hij vooral in universiteitssteden studenten wist te winnen voor de dominicanen en vele kloosters stichtte. Zo deed hij te Padua Albertus de Grote intreden. Ook beijverde hij zich om de verbetering van de constituties van de orde. Op terugreis uit het Heilige Land leed hij in 1237 schipbreuk en verdronk. Onder Jordanus' leiding verbreidden de dominicanen zich minstens zo snel over Europa als de franciscanen die elkaar vaak als concurrenten beschouwden.
Van Jordanus van Saksen zijn een aantal preken bewaard gebleven en vijftig brieven die hij aan de dominicanes Diana d'Andalo te Rome schreef. Verder schreef hij het Libellus de principiis ordinis praedicatorum, een "boekje over het begin van de orde der predikheren", de eerste geschiedschrijving over de dominicanen. Zowel hij als Diana zijn zalig verklaard, Jordanus in 1826. De huidige kerkelijk feestdag van Jordanus is 13 februari.

## Geschriften van Jordanus
- Beati Jordani de Saxonia Opera, J.J. Berthier (ed.) (Fribourg 1891).
- Libellus de principiis ordinis praedicatorum, Heribert-Christian Scheeben (ed.) (Rome 1935) - onder andere vertaald als: Jordan of Saxony on the beginnings of the Order of Preachers, Simon Tugwell (vert.) (Chicago-Dublin 1982).
- Beati Jordanis de Saxonia Epistulae, Angelus Walz (ed.) (Rome 1951).
- Oratio ad beatum Dominicum b. Iordanis de Saxonia O.P., Elio Montanari (ed.) (Florence 1991).
- Iordanis de Saxonia Litterae encyclicae annis 1233 et 1234 datae, Elio Montanari (ed.) (Spoleto 1994).
- Jordan von Sachsen : Ordensmeister, Geschichtsschreiber, Beter ; eine Textsammlung, Wolfram Hoyer (vert.) (Leipzig 2002).
- Beati Jordani de Saxonia sermones, Paul-Bernard Hodel (ed.) (Rome 2005).